# Wanié Rezső
Wanié Rezső (Szeged, 1908 – 1986) magyar úszó, olimpikon, Európa-bajnoki bronzérmes.
Az 1927-es úszó-Európa-bajnokságon a 4 × 200 méteres gyorsúszás váltóban bronzérmes lett. A versenytársai Szigritz Géza, a testvére Wanié András és Bárány István voltak.
Az 1928. évi nyári olimpiai játékokon Amszterdamban három úszószámban indult. 4 × 200 méteres gyorsúszás váltóban érték el a legjobb helyezést, a 4. helyet. Emellett indult még 400 méteres gyorsúszásban és 200 méteres gyorsúszásban. Mind a kettőben kiesett a második selejtező körben.
A magyar úszóbajnokságokon gyorsúszásban és gyorsúszás váltóban indult és ezüst- valamint bronzérmeket nyert.